# Valdearcos (Santas Martas)
Valdearcos es una pedanía perteneciente al municipio de Santas Martas, situado en la Comarca de Esla-Campos, en la Provincia de León, España. Cuenta con una población de 118 habitantes según el INE.
Está situado en la N-601.

## Demografía
Tiene 118 habitantes, 60 varones y 58 mujeres censados en el municipio.